# Ілам
Ілам (перс. ایلام) — місто на заході Ірану, на кордоні з Іраком. Адміністративний центр провінції Ілам Населення — 168 тис. осіб, в основному — курди.

## Географія
Ілам розташований у холодних гірських районах Ірану на висоті 1319 метрів над рівнем моря. Він знаходиться у західній частині Ірану на широті 33° 38' північної широти і 46° 26' східної довготи. 

### Клімат
Місто знаходиться у зоні, котра характеризується середземноморським кліматом. Найтепліший місяць — липень із середньою температурою 29.4 °C (85 °F). Найхолодніший місяць — січень, із середньою температурою 4.7 °С (40.4 °F). У цьому регіоні погода сильно варіюється протягом року: нормальними є сильні зливи та сніг взимку та дуже гаряче, сухе літо.
| Клімат Ілама            | Клімат Ілама | Клімат Ілама | Клімат Ілама | Клімат Ілама | Клімат Ілама | Клімат Ілама | Клімат Ілама | Клімат Ілама | Клімат Ілама | Клімат Ілама | Клімат Ілама | Клімат Ілама | Клімат Ілама |
| Показник                | Січ.         | Лют.         | Бер.         | Квіт.        | Трав.        | Черв.        | Лип.         | Серп.        | Вер.         | Жовт.        | Лист.        | Груд.        | Рік          |
| Середній максимум, °C   | 8,8          | 9,9          | 13,8         | 20,1         | 26,5         | 32,4         | 35,9         | 35,7         | 31,5         | 24,9         | 16,6         | 11,3         | 22,3         |
| Середня температура, °C | 4,7          | 5,5          | 9,1          | 14,9         | 20,6         | 25,9         | 29,4         | 29,2         | 25,1         | 19,4         | 11,8         | 7            | 16,9         |
| Середній мінімум, °C    | 0,5          | 1            | 4,4          | 9,7          | 14,8         | 19,5         | 23           | 22,7         | 18,6         | 13,8         | 6,9          | 2,8          | 11,5         |
| Норма опадів, мм        | 116          | 90.1         | 122.6        | 62.9         | 17.5         | 0.2          | 0.5          | 0.1          | 0.2          | 23.2         | 84.1         | 98.6         | 616          |
| Днів з опадами          | 12,1         | 11,2         | 12,2         | 9,9          | 5,4          | 0,5          | 0,5          | 0,2          | 0,4          | 5            | 8            | 10,3         | 75,7         |
| ----------------------- | ------------ | ------------ | ------------ | ------------ | ------------ | ------------ | ------------ | ------------ | ------------ | ------------ | ------------ | ------------ | ------------ |
| Джерело: Weatherbase    |              |              |              |              |              |              |              |              |              |              |              |              |              |